# نخستین آسیای کوچک فک بالا
نخستین آسیای کوچک فک بالا (به انگلیسی: Maxillary first premolar) یکی از دو دندانی است که در فک بالا قرار دارد، از دید کناری (دور از خط وسط صورت) پس از هر دو دندان نیش فک بالا در دهان اما از دید مزیال (به سمت خط وسط صورت) پیش از هر دو دومین آسیای کوچک فک بالا است. کارکرد این دندان آسیای کوچک شبیه دندان نیش است، زیرا عمل اصلی در هنگام جویدن پارگی است که معمولاً به عنوان جویدن شناخته می‌شود. دو لایه دندانی (کاسپ) روی دندان‌های نخست آسیای کوچک فک بالا وجود دارد و لایه بوکال (نزدیک‌تر به گونه) به اندازه‌ای تیز است که شبیه دندان‌های پیش‌رو موجود در جانوران گوشتخوار است. هیچ دندان آسیای کوچک فک بالای شیری وجود ندارد. در حدود ۱۱–۱۰ سالگی دندان‌های آسیای شیری ریخته و آسیای کوچک دائمی به جای آن بیرون می‌زنند. حدود ۳ سال طول می‌کشد تا آسیای کوچک بالغ و ریشه آن به‌طور کامل کلسیم‌سازی شود. به دلیل ریشه بوکال بلند با کانال ریشه باریک و ریشه کوتاه کامی با کانال ریشه پهن، پرمولر نخست بالایی بسیار مستعد شکستگی در حین اگزودنتیا است، از این رو گاهی از آن به عنوان "پادشاه شکستگی" یاد می‌شود. در سیستم جهانی شماره‌گذاری، آسیاهای کوچک دائمی فک بالا با یک عدد مشخص می‌شوند. نخستین آسیای کوچک دائمی فک بالا با نام "۵" و سمت چپ "۱۲" شناخته می‌شود. در نماد پالمر، یک عدد همراه با نمادی استفاده می‌شود که مشخص می‌کند دندان در کدام چهارک قرار دارد. برای این دندان، آسیای کوچک نخست چپ و راست دارای یک عدد "۴" هستند، اما سمت راست دارای علامت "┘" در زیر آن هستند، در حالی که دندان سمت چپ دارای "└" است. نماد بین‌المللی دارای سیستم شماره‌گذاری متفاوتی نسبت به دو مورد پیشین است و آسیای کوچک نخست دائمی در فک بالا با نام "۱۴" و سمت چپ با نام "۲۴" شناخته می‌شود.